# Expressive Arts Therapy
Die Expressive Arts Therapy ist eine Form der künstlerischen Therapien. Unter dem Stichwort „kunstorientiertes Handeln“ in der Begleitung von Veränderungsprozessen wurde sie in den 1970er Jahren von Shaun McNiff, Paolo Knill und Norma Canner in den USA als eine intermodale Variante der Kunsttherapie entwickelt. Die Expressive Arts Therapy bezieht als intermodale Therapie in die therapeutische Praxis alle künstlerischen Disziplinen wie die bildende Kunst, den Tanz, das Schauspiel, die Musik oder die Poesie ein. Im deutschen Sprachraum ist sie unter der Bezeichnung „Intermediale Kunsttherapie“ bekannt.

## Entwicklung
1974 begannen Shaun McNiff, Paolo J. Knill und Norma Canner an der Lesley University in Cambridge (USA) einen Master-Lehrgang in „Creative Arts Therapy“ aufzubauen, aus dem sich die „Expressive Arts Therapy“ und im deutschen Sprachraum die „Intermodale Ausdruckstherapie“ bzw. „Intermediale Kunsttherapie“ entwickelte. Die „Expressive Arts Therapy“ (EXA) bzw. „Intermediale Kunsttherapie“ ist eine Form künstlerischer Therapien, die alle Künste, also die bildenden, darstellenden und musischen Künste umfasst, und gilt daher als intermodale Form der Kunsttherapie. In Deutschland ist sie verwandt mit kunstbasierten und interdisziplinären Ansätzen der Kunsttherapie.

## Beschreibung
Die kunstorientierte Begleitung von Veränderungsprozessen gründet wesentlich auf der Methode der „intermodalen Dezentrierung“. Dezentrieren meint prinzipiell eine Distanzierung vom eigentlichen Problem und damit vom Anliegen der Klientin/des Klienten. Das Loslassen des Problems geschieht in der zeitlich begrenzten Hinwendung zu einer anderen, gestalterisch-künstlerischen Tätigkeit. Dies ermöglicht neuartige Erfahrungen in Bezug auf das eigene Denken, Handeln und Erleben.
In der künstlerischen Dezentrierung besteht die Möglichkeit, von einer gewählten künstlerischen Form (z. B. Arbeiten mit Farbe) im Verlauf der Therapie oder Beratung in eine andere Kunstform (z. B. Arbeit mit poetischen Texten) zu wechseln. Diese Überführung des Werks in einen neuen künstlerischen Modus wird als intermodale Dezentrierung bezeichnet.
Kennzeichnend für die künstlerische Arbeit ist die Niederschwelligkeit der Angebote: Die eingesetzten Mittel und Medien sollen einfach in der Anwendung und attraktiv im gestalterischen Potenzial sein. Das Gestalten ist am Prinzip „low skills, high sensitivity“ orientiert.

## Ausbildung
An verschiedenen Hochschulen in den USA und Europa werden staatlich akkreditierte Bachelor- und Masterprogramme in Expressive Therapy, Expressive Arts Therapy bzw. Intermedialer Kunsttherapie angeboten wie in den USA an der Lesley University, dem California Institute of Integral Studies oder – im deutschen Sprachraum unter der Bezeichnung „Intermediale Kunsttherapie“ oder „Expressive Arts in Social Transformation“ – an der MSH Medical School Hamburg.